# Куйвъярви
Куйвъярви — озеро на территории Юшкозерского сельского поселения Калевальского района Республики Карелия.

## Общие сведения
Площадь озера — 1,2 км². Располагается на высоте 101,4 метров над уровнем моря.
Форма озера лопастная, слегка вытянутая с севера на юг. Берега каменисто-песчаные, местами болотистые.
Через Куйвъярви протекает река Янгайоки, впадая в него с востока в виде протоки из озера Мамаярви и вытекая из южной оконечности.
В северной части озера расположен единственный небольшой остров без названия.
Населённые пункты близ озера отсутствуют. Ближайший — посёлок Новое Юшкозеро — расположен в 12 км к юго-востоку от озера.
Код водного объекта в государственном водном реестре — 02020000911102000005766.